# Ermanno Carlotto
Ermanno Carlotto (Ceva, 30 novembre 1878 – Tientsin, 27 giugno 1900) è stato un militare italiano, medaglia d'oro al valor militare alla memoria.

## Biografia
Nel novembre del 1892 fu ammesso all'Accademia Navale di Livorno, da cui uscì nel 1898 con il grado di guardiamarina. Venne immediatamente imbarcato sull'incrociatore corazzato Carlo Alberto, che di lì a poco sarebbe salpato per una crociera verso le Americhe e l'Estremo Oriente. Nel 1900 venne promosso sottotenente di vascello ed imbarcato a bordo dell'incrociatore Elba, che in quel periodo svolgeva servizio nei mari della Cina.
Nel frattempo in Cina era scoppiata la rivolta dei Boxer e il sottotenente di vascello Carlotto, al comando di un drappello di 20 fucilieri di marina, partecipò alla difesa di Tientsin (ora Tianjin). Il 19 giugno 1900 venne gravemente ferito durante un cruentissimo assalto dei ribelli contro la Scuola Militare, che era impegnato a difendere con i suoi uomini. Morì otto giorni dopo. Anche sullo slancio emotivo di tali avvenimenti, il Parlamento italiano il successivo 5 luglio decise un intervento militare di un corpo di 2.000 uomini.

## Dediche
La Marina Militare gli ha intitolato il Reggimento Carlotto di fanteria di marina, una cannoniera entrata in servizio nel 1921 ed alcune strutture militari, tra cui: 
- la caserma Carlotto a Brindisi;
- la caserma Ermanno Carlotto a Tientsin.

Inoltre all'ufficiale piemontese sono state dedicate strade nella città cinese di Tientsin e a Roma.